# Soledad Bernuy y Valda
María de la Soledad Bernuy y Valda (Madrid, 14 de març de 1806–3 de gener de 1871) va ser una aristòcrata i una notable arpista espanyola.
Nascuda a Madrid el 14 de març de 1806 en una família noble. Era filla de Francisco de Bernuy y Valda i d'Ana de Valda y Teijeiro, marquesos de Valparaíso i comtes de Montealegre. Va ser dama de l'Orde de Maria Lluïsa, nomenada el 5 de desembre de 1844.
Va aprendre solfeig i piano del mestre Francisco Villalba i arpa de Juan Bautista Rossi. Va donar concerts en les vetllades musicals que organitzaven els seus pares, on tocà peces de piano i d'arpa de gran dificultat, tant en solitari com acompanyada, on participaven també les seves germanes Joaquina i Carmen. Hom afirma que va ser una de les arpistes més afamades del seu moment.
En l'àmbit persona es va casar amb Cayetano de Silva y Fernández de Córdoba, duc d'Híxar i comte de Salvatierra, amb qui va tenir un fill, Agustín, hereu dels títols. Vídua des de 1865, va morir el 3 de gener de 1871.